# Władimir Lebiediew
Władimir Nikołajewicz Lebiediew (ros. Владимир Николаевич Лебедев, ur. 23 kwietnia 1984 w Taszkencie) – rosyjski narciarz, specjalista narciarstwa dowolnego. Jego największym sukcesem jest brązowy medal w skokach akrobatycznych wywalczony na igrzyskach olimpijskich w Turynie. Najlepszy wynik na mistrzostwach świata osiągnął podczas mistrzostw świata w Madonna di Campiglio, gdzie zajął 4. miejsce w skokach akrobatycznych. Najlepsze wyniki w Pucharze Świata osiągnął w sezonie 2007/2008, kiedy to zajął 23. miejsce w klasyfikacji generalnej, a w klasyfikacji skoków akrobatycznych był siódmy.

## Osiągnięcia

### Igrzyska olimpijskie
| Miejsce | Dzień     | Rok  | Miejscowość    | Konkurencja        | Zwycięzca    |
| ------- | --------- | ---- | -------------- | ------------------ | ------------ |
| 14.     | 19 lutego | 2002 | Salt Lake City | Skoki akrobatyczne | Aleš Valenta |
| 3.      | 23 lutego | 2006 | Turyn          | Skoki akrobatyczne | Han Xiaopeng |

### Mistrzostwa świata
| Miejsce | Dzień       | Rok  | Miejscowość          | Konkurencja        | Zwycięzca        |
| ------- | ----------- | ---- | -------------------- | ------------------ | ---------------- |
| 23.     | 13 lutego   | 1999 | Meiringen            | Skoki akrobatyczne | Eric Bergoust    |
| 26.     | 20 stycznia | 2001 | Whistler             | Skoki akrobatyczne | Alaksiej Hryszyn |
| 27.     | 1 lutego    | 2003 | Deer Valley          | Skoki akrobatyczne | Dmitrij Archipow |
| 13.     | 18 marca    | 2005 | Ruka                 | Skoki akrobatyczne | Steve Omischl    |
| 4.      | 10 marca    | 2007 | Madonna di Campiglio | Skoki akrobatyczne | Han Xiaopeng     |
| 21.     | 4 marca     | 2009 | Inawashiro           | Skoki akrobatyczne | Ryan St. Onge    |

#### Miejsca w klasyfikacji generalnej
- sezon 2001/2002: 46.
- sezon 2002/2003: 28.
- sezon 2003/2004: 73.
- sezon 2004/2005: 45.
- sezon 2005/2006: 102.
- sezon 2006/2007: 61.
- sezon 2007/2008: 23.
- sezon 2008/2009: 59.
- sezon 2010/2011: 130.

#### Miejsca na podium
1. Madonna di Campiglio – 11 marca 2005 (skoki) – 3. miejsce
2. Deer Valley – 1 lutego 2008 (skoki) – 2. miejsce